# 8369 Miyata
8369 Miyata eller 1991 GR är en asteroid i huvudbältet som upptäcktes 8 april 1991 av den amerikanske astronomen Eleanor F. Helin vid Palomar-observatoriet. Den är uppkallad efter Takashi Miyata.
Asteroiden har en diameter på ungefär 9 kilometer och den tillhör asteroidgruppen Maria.